# 吳全城

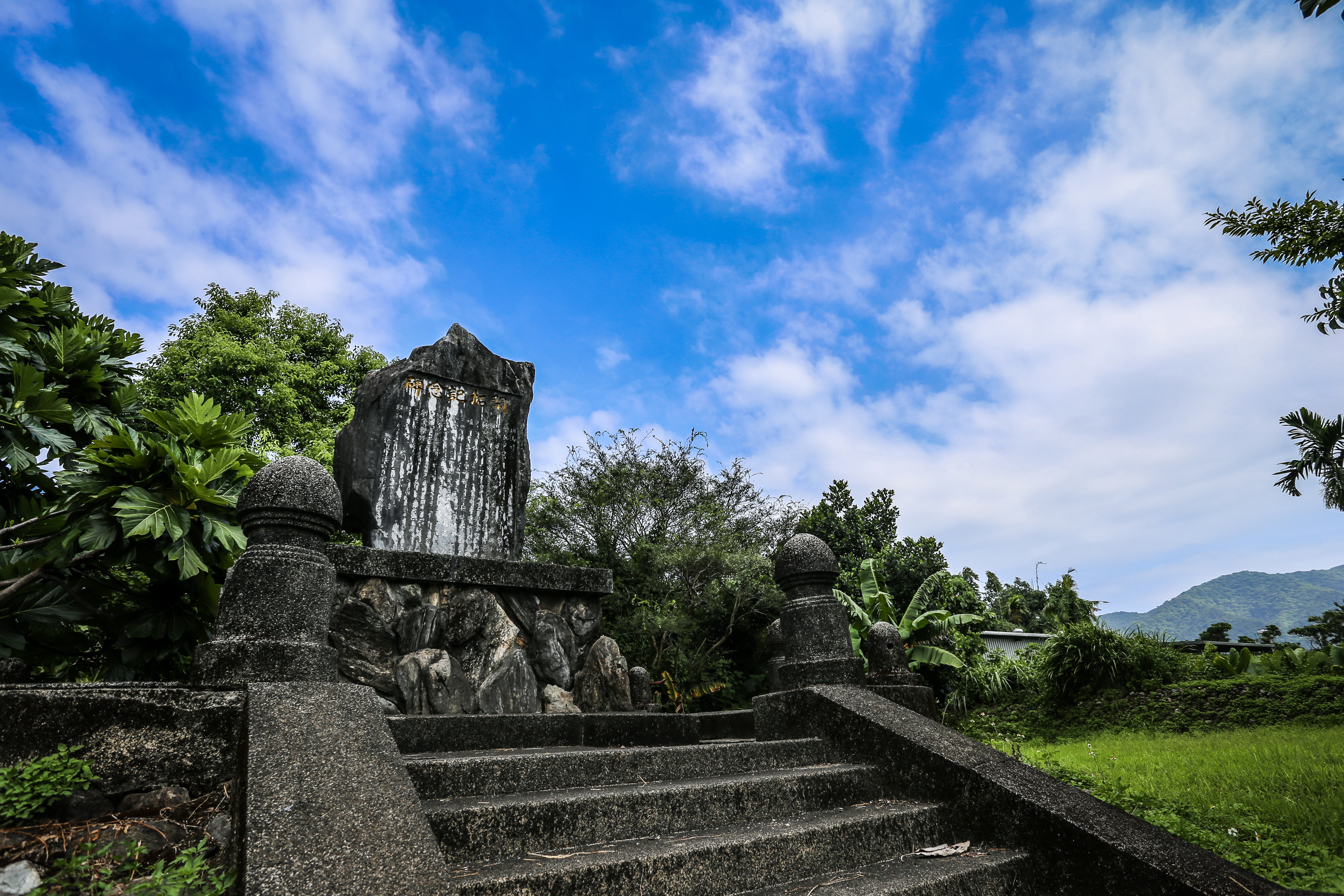
位於台灣花蓮縣壽豐鄉平和村的吳全城開拓記念碑

吳全城位於今臺灣花蓮縣壽豐鄉平和村，是過去在清道光八年（1828年）時，淡水富商吳全與他自宜蘭招募而來的2800名漢人移民所建設的城池，目的是抵禦認為生活領域受到侵犯的太魯閣族人之攻擊。該城築城材料就地取材，為溪中的卵石。
然而由於水土不服與不堪太魯閣族人的出草，經過三年後只開發了數甲的耕地。在吳全病逝後，殘存的移民也遷到其他地方去，城池也因而荒蕪，但地名卻保留至今。

## 其他
此地在日治時期由日本人賀田金三郎於明治32年（1899年）時再次開發拓墾，招募移民建設賀田移民村，並廣種甘蔗，大正9（1920）年在此地設鐵路車站，即今志學車站。
鹽水港製糖會社接管並直營該地後，為吳全與賀田金三郎立了「開拓紀念碑」。而在二戰之後，該地設有吳全村，直到民國67年（1978年）行政區劃調整，併入平和村中。國立東華大學主校區位於吳全城附近，並設有紀念碑。